# インサイト (コンサルティング)
株式会社インサイトは、 東京都大田区下丸子4丁目に本拠を置く、マーケティングを中心としたコンサルティングサービスを提供するほか、出版事業を行うコンサルティングファーム。

## 概要
2010年5月に大日本印刷、ジェイ・ウォルター・トンプソン・ジャパン出身でハーゲンダッツ、Schick、ディズニービデオなど、多くのブランドの育成に携わった桶谷功により設立。
インサイト（消費者心理）の考え方を日本で初めて体系的に紹介するとともに、企業がインサイトを活用することで、人々の潜在的に求めていた商品やサービスを提供し、生活に貢献できると考え、複数のマーケティング戦略開発メソッドを提唱。新商品の開発や、ブランド立ち上げから再生などを請け負うほか、全国での講演やセミナーも主催。日本広告学会会員。代表の桶谷はグロービス経営大学院MBA講師。
顧客は、日用品・化粧品・食品・飲料・自動車・百貨店・フィットネスクラブ・ファッションEC・C2C フリマ・製薬（メディカル/患者インサイト）など。また、テック系のUXやサービス戦略、B to B企業でもインサイトからイノベーション開発を行う。中国、インド、ASEANなど海外へも展開。インサイト探索やワークショップ、マーケティング戦略を開発。その他、"インサイト"を核とするマーケティング戦略開発メソッドを応用した、社会問題を解決する活動なども行う。

## 事業内容
主に以下の4つの柱から構成される。

### マーケティング・コンサルティング
新商品開発、新ブランドの開発、既存ブランドの再生、広告コミュニケーション戦略の開発と、そのための調査企画・設計などの、共同プロジェクト及びコンサルティング。マーケティング活動全般にわたり、顧客企業との共同での戦略と実施プランの開発。

### ソーシャル・インサイト
"インサイト"を核とするマーケティング戦略開発メソッドを応用した、社会問題を解決する活動。設立年の2010年には、杉並区教育委員会の「すぎなみ社会教育セミナー2010」を開催。「高齢者問題」「少子化問題」などを扱った。

### 出版・執筆
- 『インサイト』（2005年、ダイヤモンド社）をはじめ、全6冊。

※その他、各種ビジネス誌などへの執筆多数。サントリー、花王、ニトリ、ワークマンなど企業のマーケティング成功事例などの論評も行っている。

### セミナー・講演
協会、自治体、出版社、大学、企業などでの、セミナーや講演。
日本マーケティング協会でのセミナーは、2009年から2020年まで毎年実施された。

## 沿革
- 2010年
  - 5月、設立。
  - 「すぎなみ社会教育セミナー2010」（杉並区教育委員会）開催[15]。
- 2020年 - 9月24日、DIA メディカル・アフェアーズフォーラム 2020に登壇。メディカルインサイト・患者インサイトという新しい領域への取り組みを始める[13]。